# Виставка «Бойове українське козацтво в АТО»
Виставка «Бойове українське козацтво в АТО» - продовжує започаткований  Національним музеєм історії України у Другій світовій війні цикл заходів, присвячених захисникам України, які відстоюють цілісність і суверенітет держави на її східних теренах. Героями нового проекту стали бійці добровольчої роти спецпризначення ім. Т.Г. Шевченка Київського козацького полку ім. Т. Шевченка Бойового українського козацтва («БУК»).

## Колекція

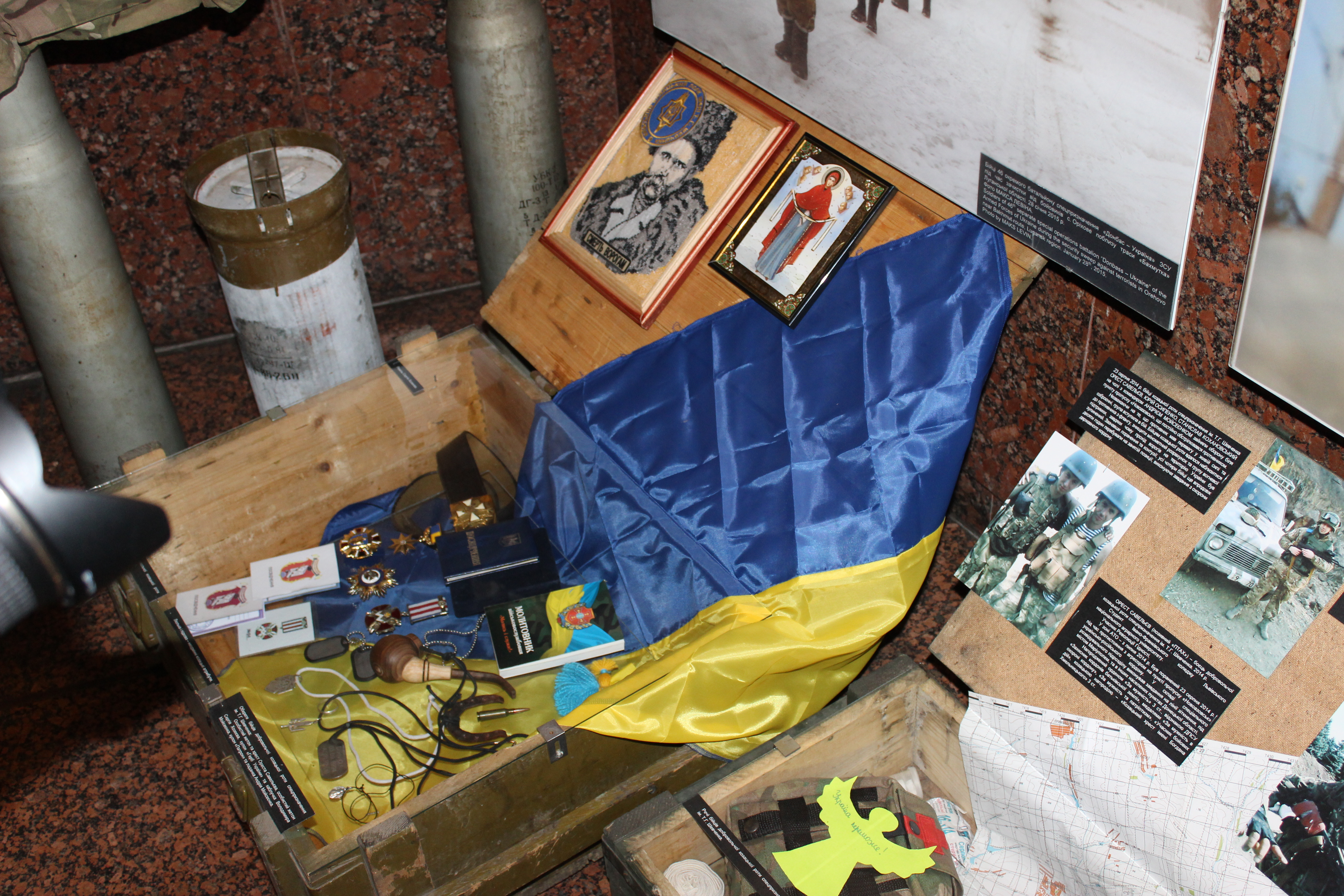
Виставка "Бойове українське козацтво в АТО"

На експозиції виставки  «Бойове українське козацтво в АТО» представлено більше сотні експонатів.  Це військове спорядження, особисті речі бійців Київського козацького полку ім. Т. Шевченка , бойовий автомобіль ГАЗ-3962. Завдяки високій прохідності машина була задіяна на лінії розмежування та в сірій зоні під час виконання бойових завдань в умовах бездоріжжя. Немає жодного прикордонного пункту пропуску, де б не була ця машина. За витривалість та невибагливість бійці з любов’ю назвали її «Ракетою», незважаючи на невелику швидкість. Під час бойових завдань на автомобілі неодноразово вивозили бойові наряди з-під вогню ворога.

А також  оберіг підрозділу – бойовий козацький топірець 17ст., який був знайдений на дні річки біля Берестечка, де в 1651р. відбувалася історична Берестейська битва.

## Історія
Від 26 травня  до грудня 2016 року вона продемонстрована у Національному музеї історії України у Другій світовій війні.